# One Montenegró
A One Montenegró (montenegróiul: One Crna Gora) egy montenegrói távközlési szolgáltató, székhelye Podgoricában van.

## Története
1995 novemberében a montenegrói PTT és az European Telecom Luxembourg megállapodást kötöttek egy korlátolt felelősségű társaság létrehozásáról, azzal a céllal, hogy mobiltelefonos működési engedélyt szerezzenek Montenegróban. 1996 januárjában a koncessziót megkapták, amely 20 évre szólt, GSM 900 hálózat kiépítésére. Ezután 1996 márciusában megalapították a ProMonte nevű céget.
2004-ben a Telenor Csoport megvásárolta a ProMonte részvényeit és 100%-os tulajdonossá vált. A céget 2010. május 18-án hivatalosan is átnevezték Telenorra.
2018 januárjában a Telenor Csoport megerősítette, hogy eladásra kínálja délkelet-európai érdekeltségeit (Bulgáriában, Magyarországon, Montenegróban és Szerbiában). Márciusban a cseh PPF Csoport vásárolta meg ezeket az üzletágakat 2,8 milliárd euróért, majd a montenegrói Telenort el is adta a 4iG-nek.
2021 decemberétől a Telenor Montenegró a 4iG része lett, majd a tulajdonjogot az Antenna Hungária vette át. 2022. március 1-jén a cég bejelentette, hogy március 14-től One néven működik tovább.